# Интеллипедия

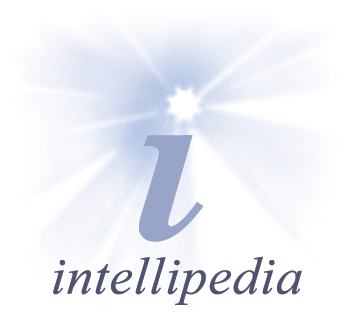
Логотип Интеллипедии

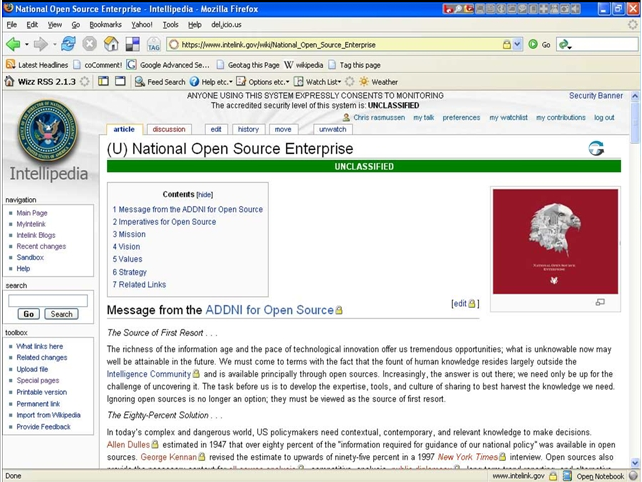
Скриншот сайта Интеллипедия

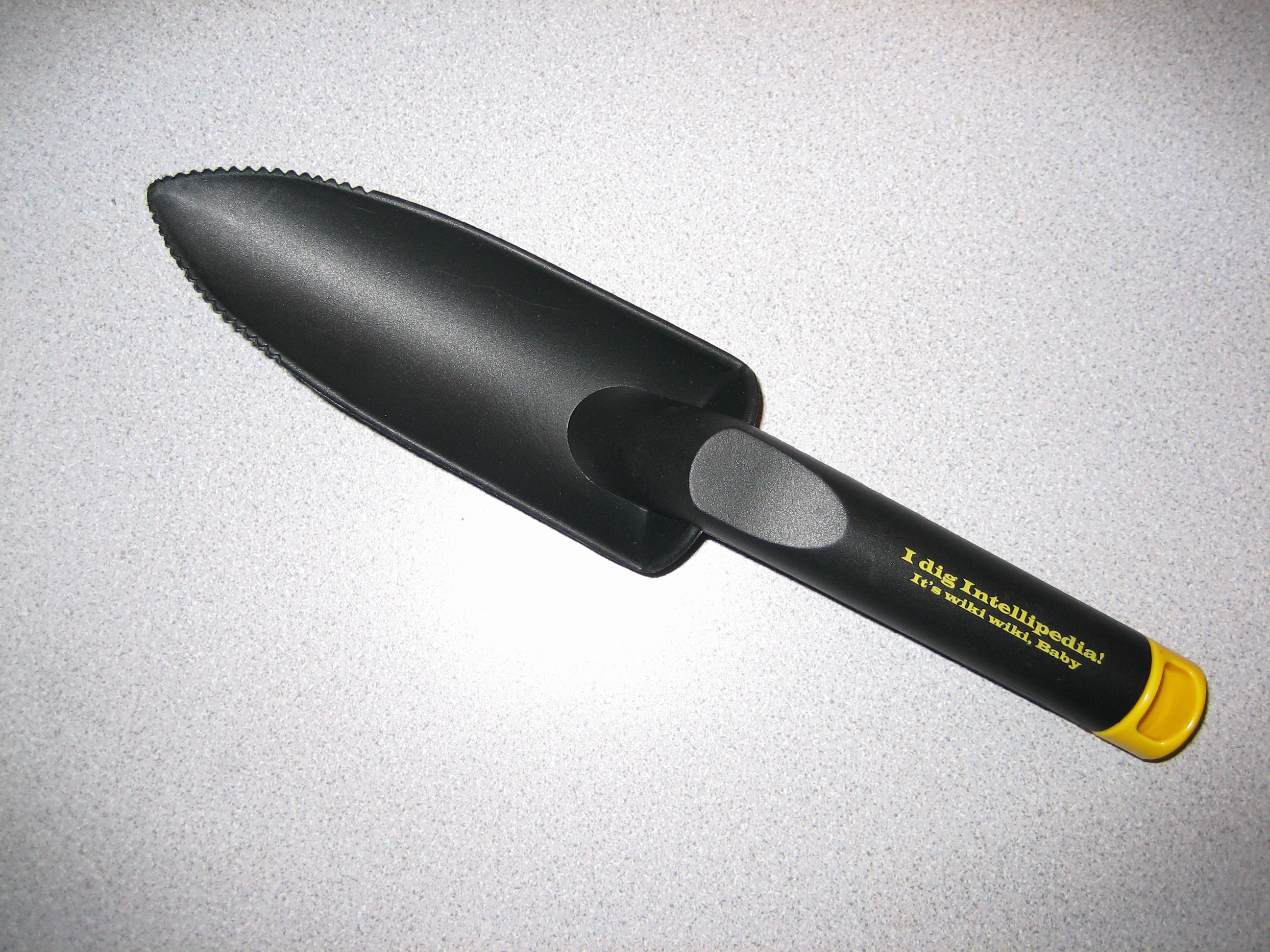
Лопатка, которой награждаются лучшие вкладчики в Интеллипедию.

Интеллипедия (англ. Intellipedia, в русскоязычных источниках встречается также название Шпионопедия) — закрытая информационная система для совместного обмена данными в разведывательном сообществе США.
Интеллипедия была создана в качестве пилотного проекта в конце 2005 года, официально введена в эксплуатацию в апреле 2006 года. Представляет собой корпоративную вики, действующую в сетях Joint Worldwide Intelligence Communications System (JWICS), SIPRNet и Intelink-U. Уровень секретности информации, размещаемой в Интеллипедии, варьируется от «совершенно секретно», до «чувствительный, но несекретной». Система не является открытой для общественности, информация из Интеллипедии используется сотрудниками с соответствующими допусками из 16 агентств разведывательного сообщества США и других организаций, связанных с обеспечением национальной безопасности, в том числе объединёнными командованиями.
Интеллипедия является проектом Управления директора национальной разведки (ODNI) с штаб-квартирой в Форт-Мид, штат Мэриленд. Содержание Интеллипедии включает данные о регионах, персоналиях и других вопросах, представляющих интерес для разведывательного сообщества США. Интеллипедия действует на том же самом движке MediaWiki, который используется Википедией. Некоторые представители американского разведывательного сообщества считают, что создание Интеллипедии изменит культуру их сообщества в целом.
Секретная часть системы, подключенная к сети SIPRNet, используется преимущественно теми сотрудниками Министерства обороны и Государственного департамента, которые не используют в своей повседневной работе совершенно секретные материалы из сети JWICS. Пользователи несекретной части Интеллипедии работают на удалённых рабочих местах через VPN, в дополнение к своим обычным рабочим станциям. Пользователи OSINT обмениваются информацией через несекретные сети.
В сентябре 2007 года, через 16 месяцев работы, проект содержал около 30 тысяч статей «top-secret» и испытывал около 6 тысяч изменений в сутки. В апреле 2009 весь проект содержал 0,9 миллиона страниц, 100 тысяч редакторов и 5 тысяч правок в день. К январю в проекте было 269 тысяч статей (113 тысяч top secret, 107 тысяч secret, 48 тысяч несекретных) и 255 тысяч пользователей. Всего проект получил более 11,1 млн правок и более 630 млн просмотров.